# Kharak Singh
Kharak Singh, född 1801, död 1840, var monark av det Sikhiska riket från juni 1839 till oktober 1839.
Han var son till Ranjit Singh och gifte sig med Chand Kaur. Han efterträdde sin far och avsattes och mördades av sin son Nau Nihal Singh.